# Спрингфілд (Небраска)
Спрингфілд (англ. Springfield) — місто (англ. city) в США, в окрузі Сарпі штату Небраска. Населення — 1501 особа (2020).

## Географія
Спрингфілд розташований за координатами 41°5′9″ пн. ш. 96°8′0″ зх. д. / 41.08583° пн. ш. 96.13333° зх. д. (41.085901, -96.133435). За даними Бюро перепису населення США в 2010 році місто мало площу 1,78 км², уся площа — суходіл. В 2017 році площа становила 1,92 км², уся площа — суходіл.

## Демографія
Згідно з переписом 2010 року, у місті мешкало 1529 осіб у 575 домогосподарствах у складі 423 родин. Густота населення становила 858 осіб/км². Було 604 помешкання (339/км²).
Расовий склад населення:
| - 95,8 % — білих - 0,7 % — чорних або афроамериканців - 0,2 % — азіатів - 0,1 % — корінних американців |

До двох чи більше рас належало 2,7 %. Частка іспаномовних становила 1,8 % від усіх жителів.
За віковим діапазоном населення розподілялося таким чином: 27,7 % — особи молодші 18 років, 61,1 % — особи у віці 18—64 років, 11,2 % — особи у віці 65 років та старші. Медіана віку мешканця становила 37,3 року. На 100 осіб жіночої статі у місті припадало 105,8 чоловіків; на 100 жінок у віці від 18 років та старших — 100,4 чоловіків також старших 18 років.
Середній дохід на одне домашнє господарство становив 69 223 долари США (медіана — 61 917), а середній дохід на одну сім'ю — 75 920 доларів (медіана — 68 672). Медіана доходів становила 55 735 доларів для чоловіків та 38 807 доларів для жінок. За межею бідності перебувало 7,1 % осіб, у тому числі 16,8 % дітей у віці до 18 років та 0,0 % осіб у віці 65 років та старших.
Цивільне працевлаштоване населення становило 766 осіб. Основні галузі зайнятості: освіта, охорона здоров'я та соціальна допомога — 23,9 %, роздрібна торгівля — 10,7 %, виробництво — 10,6 %.